# Фосфит меди(II)
Фосфит меди(II) — неорганическое соединение,
соль меди и фосфористой кислоты с формулой CuPHO3,

не растворяется в воде,
образует кристаллогидраты — синие кристаллы.

## Физические свойства
Фосфит меди(II) образует кристаллы.
Не растворяется в воде.
Образует кристаллогидрат состава CuPHO3•2H2O — синие кристаллы
ромбической сингонии,
пространственная группа P 212121,
параметры ячейки a = 0,671 нм, b = 0,900 нм, c = 0,740 нм, Z = 4
.